# Santa Maria del Rifugio (Nápoly)
A Santa Maria del Rifugio templom Nápoly történelmi központjában.

## Története
A templomot 1480-ban építették a Palazzo degli Orsini részeként a nolai grófok. 1585-ben a palotát Alessandro Boria atya vásárolta meg, aki leányiskolává alakíttatta át. Az eredeti építményből mindössze a bejárat maradt fenn, az 1500-as években jelentősen átépítették, majd a következő századok során barokkosították. A templombelső jelentősebb műkincsei az angyalokat ábrázoló festmények. Hosszú ideig elhanyagolt állapotban volt. A felújított templomot 2010-ben nyitották meg újra.